# Henri-Pons de Thiard de Bissy
Henri-Pons de Thiard de Bissy (Pierre-de-Bresse, 25 maggio 1657 – Abbazia di Saint-Germain-des-Prés, Parigi, 26 luglio 1737) è stato un cardinale e vescovo cattolico francese.

## Biografia
Nacque a Pierre-de-Bresse il 25 maggio 1657.
Papa Clemente XI lo elevò al rango di cardinale nel concistoro del 29 maggio 1715.
Morì il 26 luglio 1737 all'età di 80 anni.

## Genealogia episcopale e successione apostolica
La genealogia episcopale è:
- Cardinale Guillaume d'Estouteville, O.S.B.Clun.
- Papa Sisto IV
- Papa Giulio II
- Cardinale Raffaele Sansone Riario
- Papa Leone X
- Papa Paolo III
- Cardinale Francesco Pisani
- Cardinale Alfonso Gesualdo di Conza
- Papa Clemente VIII
- Cardinale Pietro Aldobrandini
- Cardinale Laudivio Zacchia
- Cardinale Antonio Barberini, O.F.M.Cap.
- Cardinale Nicolò Guidi di Bagno
- Arcivescovo François de Harlay de Champvallon
- Arcivescovo Hardouin Fortin de la Hoguette
- Cardinale Henri-Pons de Thiard de Bissy

La successione apostolica è:
- Vescovo John Talbot Stonor (1716)
- Cardinale Bartolomeo Massei (1721)
- Vescovo Gilbert-Gaspard de Montmorin de Saint-Hérem de La Chassaigne (1723)
- Cardinale Charles-Antoine de la Roche-Aymon (1725)
- Vescovo Pierre-Guillaume de La Vieuxville (1728)
- Vescovo Louis-Guy de Guérapin de Vauréal (1732)
- Vescovo Georges-Lazare Berger de Charancy (1735)